# ルイ・ルイ
「ルイ・ルイ」（Louie Louie）は、リチャード・ベリーが作詞作曲したロックンロールの楽曲。キングスメンのバージョン（1963年）が大ヒットした。1960年代に生まれたガレージロックの代表作の一つ。

## オリジナル・バージョン
ロサンゼルスで音楽活動を行っていたアフリカ系アメリカ人のリチャード・ベリーは、1955年にリッキー・リレラ&ザ・リズム・ロッカーズというバンドが演奏する「El Loco Cha Cha」を聴いた。元々のタイトルを「Amarren Al Loco」というこの曲に触発されてベリーは「ルイ・ルイ」を書いた。特徴的なリフのリズム「1-2-3, 1–2, 1-2-3, 1–2」は、レネ・トゥーゼ・アンド・ヒズ・オーケストラ（René Touzet）が1957年に発表したカバー・バージョンからとられた。
「ルイ・ルイ」は1957年4月、リチャード・ベリー&ザ・ファラオズのシングル「You Are My Sunshine」のB面として発売された。これがオリジナル・バージョンとされる。グループが太平洋岸北西部をツアーした際に地元のバンドがこぞって「ルイ・ルイ」を演奏するようになったため、のちにA面に差し替えられた。

## キングスメンのバージョン
ポートランド出身のロック・バンド、キングスメンが「ルイ・ルイ」を聴いたのは1962年であった。オレゴン州のシーサイドという町のクラブで彼らが演奏している間、ジュークボックスからはロッキン・ロビン・ロバーツによるカバー・バージョンがひっきりなしに流れていた。クラブ全体が立ち上がり踊っているように感じたリード・ボーカリストのジャック・イーリー（Jack Ely）は、メンバーにこの曲を覚えさせ、クラブで演奏するようなった。地元のラジオ局「KISN」のパーソナリティーであったケン・チェイスは、キングスメンを自身が経営するクラブのハウスバンドとし、同時に彼らのマネージャーとなった。
チェイスは1963年4月5日、レコーディングのために翌日のスタジオをおさえた。キングスメンは4月6日午前10時、3本のマイクしかないポートランドのノースウェスタン・スタジオに向かった。ブッキングされた時間は1時間であった。ひとつのマイクは天井から吊り下げられており、ボーカルのイーリーは反り返って歌わざるをえなかった。おまけに彼はそのとき歯列矯正の器具をつけていた。不名誉にも歌詞の言葉はさらに曖昧模糊としたものとなり、ギターソロの後でイーリーは歌の入り方を間違え、すぐに言葉を引っ込めた。レコーディングはワンテイクで終了した。グループは曲の出来に不満をもらしたが、チェイスの判断によりそのままリリースされることとなった。スタジオ代の50ドルはメンバーで持ち寄って支払われた。
同年5月、シアトルのレーベル、ジャーデン・レコードから発売された。
しかし、売上げは振るわず（伝えられるところによれば600枚）、グループは解散まで考えた。転機が訪れたのはボストンのディスクジョッキーのアーニー・ギンズバーグが、行商からレコードを手に入れたときであった。ギンズバーグは番組で「今週の最低レコード」としてキングスメンの「ルイ・ルイ」を紹介。リスナーは即座に反応し、シングルを買い求めた。10月に大手のセプター傘下のワンド・レコードから再発され、12月14日から12月21日にかけてビルボード・Hot 100で2週連続2位を記録した。翌1964年のビルボード年間チャートの99位を記録した。キャッシュボックス誌においては1位を記録した。
「ローリング・ストーンの選ぶオールタイム・グレイテスト・ソング500」の2004年版では55位にランクされ、2010年版では54位にランクされている。

## カバー・バージョン
|        | アーティスト名                                         | レコード・CDなど                                                          |
| ------ | ------------------------------------------------------ | ------------------------------------------------------------------------- |
| 1957年 | レネ・トゥーゼ・アンド・ヒズ・オーケストラ             |                                                                           |
| 1963年 | キングスメン                                           | シングル                                                                  |
| 1963年 | ポール・リヴィア&ザ・レイダーズ                        | シングル                                                                  |
| 1964年 | オーティス・レディング                                 | 『Pain in My Heart』                                                      |
| 1964年 | ザ・ビーチ・ボーイズ                                   | 『シャット・ダウン・ヴォリューム2』                                       |
| 1964年 | キンクス                                               | EP「Kinksize Session」に収録                                              |
| 1964年 | エンジェルズ                                           | 『A Halo to You』                                                         |
| 1964年 | ザ・スタンデルズ                                       | 『In Person At P.J.s』                                                    |
| 1965年 | ザ・ピンク・フィンクス (The Pink Finks)                | シングル                                                                  |
| 1965年 | ジャン&ディーン                                        | 『Command Performance - Live in Person』                                  |
| 1966年 | トロッグス                                             | 『From Nowhere』                                                          |
| 1966年 | ボー・ブラメルズ                                       | 『Beau Brummels 66』                                                      |
| 1966年 | ザ・サンドパイパーズ (The Sandpipers)                  | 『Guantanamera』。スペイン語で歌われる。                                  |
| 1966年 | ザ・ソニックス                                         | 『Boom』                                                                  |
| 1967年 | デヴィッド・マッカラム                                 | 『Music - It's Happening Now!』                                           |
| 1969年 | マザーズ・オブ・インヴェンション                       | 『アンクル・ミート』                                                      |
| 1969年 | ウィルバート・ハリスン                                 | 『Let's Work Together』                                                   |
| 1969年 | ジュリー・ロンドン                                     | 『Yummy, Yummy, Yummy』                                                   |
| 1972年 | レッド・ツェッペリン                                   | アメリカでのツアーで演奏。 ブートレッグ『Burn Like a Candle』に収録。     |
| 1972年 | トゥーツ・アンド・ザ・メイタルズ                       | 『Slatyam Stoot』                                                         |
| 1973年 | フラッシュ・キャディラック &ザ・コンチネンタル・キッズ | 映画『アメリカン・グラフィティ』。 サウンドトラック・アルバムには未収録。 |
| 1976年 | ザ・ストゥージズ                                       | 『Metallic K.O.』                                                         |
| 1976年 | スキッド・ロウ                                         | 『Alive & Kickin'』                                                       |
| 1978年 | モーターヘッド                                         | シングル                                                                  |
| 1978年 | ジョン・ベルーシ                                       | 映画『アニマル・ハウス』サウンドトラック                                  |
| 1981年 | ジム・キャパルディ                                     | 『Let the Thunder Cry』                                                   |
| 1981年 | バリー・ホワイト                                       | 『Beware!』                                                               |
| 1981年 | ブラック・フラッグ                                     | シングル                                                                  |
| 1982年 | モーリン・タッカー                                     | 『Playin' Possum』                                                        |
| 1992年 | ジョーン・ジェット&ザ・ブラックハーツ                  | 『I Love Rock 'n Roll』（1981年）の再発盤                                 |
| 1993年 | イギー・ポップ                                         | 『American Caesar』                                                       |
| 1993年 | ロバート・プラント                                     | 映画『ウェインズ・ワールド2』サウンドトラック                             |
| 2006年 | デミ・ムーア                                           | 映画『ボビー』サウンドトラック                                            |